# Dom przy pl. Wolności 12 w Bystrzycy Kłodzkiej
Dom przy pl. Wolności 12 w Bystrzycy Kłodzkiej – zabytkowy budynek w mieście Bystrzyca Kłodzka.
Trzypiętrowy dom mieszkalny wybudowany w zarysie prostokąta w XVII w., zwieńczony dachem z lukarnami, przebudowany w XX w.